# Juan Uslé
Juan Uslé est un peintre espagnol connu pour son utilisation originale de couleur intense et ses motifs abstraits. Il travaille entre Saro (Espagne) et New York, où il s'est installé dans les années 1980.

## Biographie
Juan Uslé est né à Santander, Espagne en 1954. Il vit et travaille entre Saro (Cantabrie) et New York. Il a étudié l'art à l'École supérieur des Beaux arts de San Carlos Valence à partir de 1973-77. Ses peintures ont été exposées dans de nombreuses galeries et musées d'Europe depuis 1981.

### Distinctions, prix, hommages
- 1980 : réception de la bourse du ministère espagnol de la Culture pour les Jeunes Artistes.
- 1982 : réception de la bourse de Recherche de Nouvelles Formes d'Expression accordée par le ministère de la Culture.

- Prix national d'arts plastiques (2002)[1]

## Œuvre
L'œuvre de Juan Uslé est associée au retour à la peinture abstraite. À une époque où l'idée de l'évolution stylistique fut remplacée par des notions de pluralisme, Uslé ainsi qu'une série de peintres récupérèrent les styles abstraits supposés moribonds du modernité précédent et les utilisèrent comme moyen pour leurs propres fins personnelles. Avec ses peintures, il crée des espaces autonomes qui reflètent les processus intellectuels et émotionnels. Sensible et secret, il fuit l’agitation et aime la concentration. La peinture naît chez lui d’une pulsation intime, poétique et musicale. Il développe ainsi depuis plusieurs années une suite de tableaux, les Soñé que revelabas qu’il peint la nuit en alignant des suites de touches sombres au rythme des battements de son cœur.

## Expositions
- 1981
  - Artium-Museo de Bellas Artes de Santander
  - Galería Ruiz Castillo, Madrid
- 1983
  - Galería Montenegro, Madrid
  - Panorama de la joven pintura española, Sala de Expositions de la Caja de Pensiones de Madrid
- 1984
  - Las tentaciones del pintor à la Fundación Marcelino Botín, Santander
  - Galería Nicanor Piñole de Gijón
  - Galería Ciento de Barcelone
- 1985
  - Currents, Institute of Contemporary Art, Boston
  - Galería Montenegro, Madrid
  - Windsor Kulturgintza, Bilbao
  - Galerie 121, Anvers
- 1986
  - Galería La Máquina Española, Séville
  - Palacete Embarcadero, Santander
- 1987
  - Galerie Farideh Cadot, Paris
  - Galería Montenegro, Madrid
- 1988
  - Farideh Cadot Gallery, New York
  - Galería Fernando Silió, Santander.

- 1989
  - Galería Montenegro, Madrid
  - Farideh Cadot Paris et New York
- 1990
  - Galeria Barbara Farber, Amsterdam
- 1992
  - Documenta 9, Cassel, Allemagne
- 1993
  - Barbara Farber Gallery, Amsterdam
  - Galería Soledad Lorenzo, Madrid
- 1994
  - Galerie Bob van Orsouw, Zurich
  - Feigen Gallery, Chicago (Illinois)
  - Frith Street Gallery, Londres
  - Mudanzas, Whitechapel Art Gallery, Londres
- 1995
  - Robert Miller Gallery, New York
  - Galerie Buchmann, Cologne
  - Galerie Daniel Templon, Paris
- 1996 
  - Back and Forth, Institut Valencià d'Art Modern
  - Ojo roto, Museu d'Art Contemporani de Barcelone
  - Nuevas Abstracciones, Museu d'Art Contemporani de Barcelona
  - Galerie Buchmann, Bâle
  - Galería Soledad Lorenzo, Madrid
- 1997
  - Cheim & Read, New York
  - imothy Taylor Gallery, Londres
  - Galerie Bob van Orsouw, Zurich
  - Galeria Camargo Vilaça, São Paulo
- 2000
  - L.A. Louver de Los Angeles, Californie
  - Centro Cultural Casa del Cordón de Burgos
  - Palacio de los Condes de Gabia, Grenade
  - Museo de Bellas Artes, Santander
  - Centro Cultural Caja de Cantabria, Santander.
- 2001
  - Quartos escuro e amarello, Fundação de Serralves, Porto
- 2002
  - Juan Uslé First Time, Städtisches Museum Schloß Morsbroich, Leverkusen, Allemagne
- 2003
  - Open Rooms, Fundacion Marcelino Botin, Santander
- 2004
  - SMAK, Stedelijk Museum voor Actuele Kunst, Gand
  - IMMA, Irish Museum of Modern Art, Dublin
  - Coagulo y Trama, Galeria Soledad Lorenzo, Madrid
  - Open Rooms, Fundacion Marcelino Botin, Santander
- 2005
  - Alegre, Tim van Laere Gallery, Anvers - BELGIQUE
- 2006
  - Pieles y Miradas, Galeria Siboney, Santander
  - Galeria Soledad Lorenzo, Madrid
  - Frith Street Gallery, Londres
- 2007
  - Switch on / Switch off, Centro de Arte Contemporáneo del Ayuntamiento de Málaga
- 2008
  - Ojo-nido, galerie L.A. Louver de Los Angeles (Californie)
  - Brezales, Cheim & Read, New York
- 2009
  - Mataladas, Galería Soledad Lorenzo, Madrid
  - La novia de Belchite ,Tim Van Laere Gallery, Anvers
  - Mo-Hi-Na, Frith Street Gallery
- 2010
  - Nudos Y Rizomas, Museum of Modern Art, Palma de Mallorca
- 2011
  - Fiction and Reality, Moscow Museum of Modern Art, Moscou
- 2012
  - Abstraccion y movimiento, CAAC, Seville
- 2013
  - Minima Resistencia, Museo Nacional Centro de Arte Reina Sofia, Madrid
  - Selecciones IV, Guggenheim Bilbao
  - De la luz silenciosa, Galerie Lelong, Paris, France
- 2014
  - Dark Light, Centro Galego d’Arte Contemporánea, La Corogne, Espagne
  - Al Clarear, Frith Street Gallery
  - Dark Light,  Kunstmuseum Bonn
- 2018
  - La noche se agita, Galerie Lelong & Co, Paris, France
- 2019
  - Lines & horizons, Galerie Lelong & Co., Paris, Paris , France
  - Notes on SQR, Museu d'Art Contemporani d'Eivissa, Ibiza, Espagne

## Publications
- Juan Uslé, Soñe que revelabas, 2001-2002, Cheim & Read inventory Catalogue
- Juan Uslé : Switch ON/ Switch OFF, 2007, CAC Malaga,  (ISBN 8496159574 et 978-8496159570)
- Juan Uslé : de la luz silenciosa, 2013, galerie Lelong, collection Repères  (ISBN 2868821057 et 978-2868821058)